# Фесенко Володимир Єлисейович
Володимир Єлисейович Фесенко (1918, залізнична станція Кабанне Харківської губернії, тепер у складі селища Красноріченське Кремінського району Луганської області — ?) — радянський діяч органів державної безпеки, генерал-майор. Депутат Верховної Ради УРСР 7—8-го скликань. 

## Біографія
Народився у родині залізничного робітника. У 1933 році закінчив два курси Куп'янського педагогічного технікуму Харківської області.
У листопаді 1933 — вересні 1934 р. — завідувач початкової школи хутора Крутенька Попівської сільради Рубіжанського району Донецької області. У вересні 1934 — вересні 1935 р. — учитель неповної середньої школи села Калмиківки Мостівського району Донецької області. У вересні 1935 — вересні 1936 р. — учитель неповної середньої школи села Круглого Мостівського району Донецької області. У вересні 1936 — червні 1940 р. — учитель неповної середньої школи села Климівки Мостівського району Донецької (Ворошиловградської) області.
У червні 1940 — березні 1946 р. — у Червоній армії. У червні 1940 — серпні 1941 р. — червоноармієць 310-го артилерійського полку Архангельського військового округу. У серпні 1941 — січні 1942 р. — слухач курсів молодших лейтенантів і командир взводу 10-го окремого батальйону зв'язку Архангельського військового округу. У січні 1942 — січні 1943 р. — помічник начальника штабу 205-го окремого батальйону зв'язку Архангельського військового округу.
Член ВКП(б) з квітня 1942 року.
Учасник німецько-радянської війни із січня 1943 року. У січні 1943 — липні 1944 р. — начальник штабу 129-го окремого лінійного батальйону зв'язку 2-го Українського фронту. У липні 1944 — березні 1946 р. — помічник начальника відділу стройової і бойової підготовки управління зв'язку 2-го Українського та Забайкальського фронтів; помічник начальника відділу стройової і бойової підготовки управління зв'язку Забайкальсько-Амурського військового округу.
У березні — листопаді 1946 р. — завідувач організаційно-інструкторського відділу Веселівського районного комітету КП(б)У Запорізької області.
У листопаді 1946 — вересні 1948 р. — слухач дворічної обласної партійної школи у місті Сталіно (Донецьку).
У вересні 1948 — січні 1950 р. — секретар по кадрах Новомиколаївського районного комітету КП(б)У Запорізької області.
У січні — травні 1950 р. — 1-й секретар Чернігівського районного комітету КП(б)У Запорізької області.
З травня 1950 року — в органах державної безпеки СРСР. У травні 1950 — вересні 1952 р. — слухач Вищої школи МДБ СРСР у Москві.
У вересні 1952 — 16 березня 1953 р. — заступник начальника Управління Міністерства державної безпеки Української РСР по Дніпропетровській області. 14 травня — 14 грудня 1953 р. — начальник відділу кадрів Управління Міністерства внутрішніх справ Української РСР по Дніпропетровській області.
14 грудня 1953 — 18 лютого 1954 р. — заступник начальника Управління Міністерства внутрішніх справ Української РСР по Вінницькій області.
18 лютого — 5 червня 1954 р. — начальник Управління Міністерства внутрішніх справ Української РСР по Черкаській області.
5 червня 1954 — 26 грудня 1959 р. — начальник Управління Комітету державної безпеки при РМ Української РСР по Черкаській області.
26 грудня 1959 — травень 1965 р. — начальник Управління Комітету державної безпеки при РМ Української РСР по Станіславській (з 1962 року — Івано-Франківській) області.
У травні 1965 — жовтні 1970 р. — начальник Управління Комітету державної безпеки при РМ Української РСР по Кримській області.
У жовтні 1970 — липні 1973 р. — начальник Управління Комітету державної безпеки при РМ Української РСР по Київській області. Член Колегії КДБ при РМ Української РСР.
З липня 1973 року — у відставці.

## Звання
- підполковник
- полковник
- генерал-майор (16.12.1965)

## Нагороди
- два ордени Червоного Прапора (30.10.1967, 31.08.1971)
- орден Вітчизняної війни 1-го ступеня (20.10.1945)
- орден Вітчизняної війни 2-го ступеня (.07.1945)
- три ордени Червоної Зірки (.10.1944, 13.12.1947, 13.12.1977)
- шість медалей